# خليج غشكونية

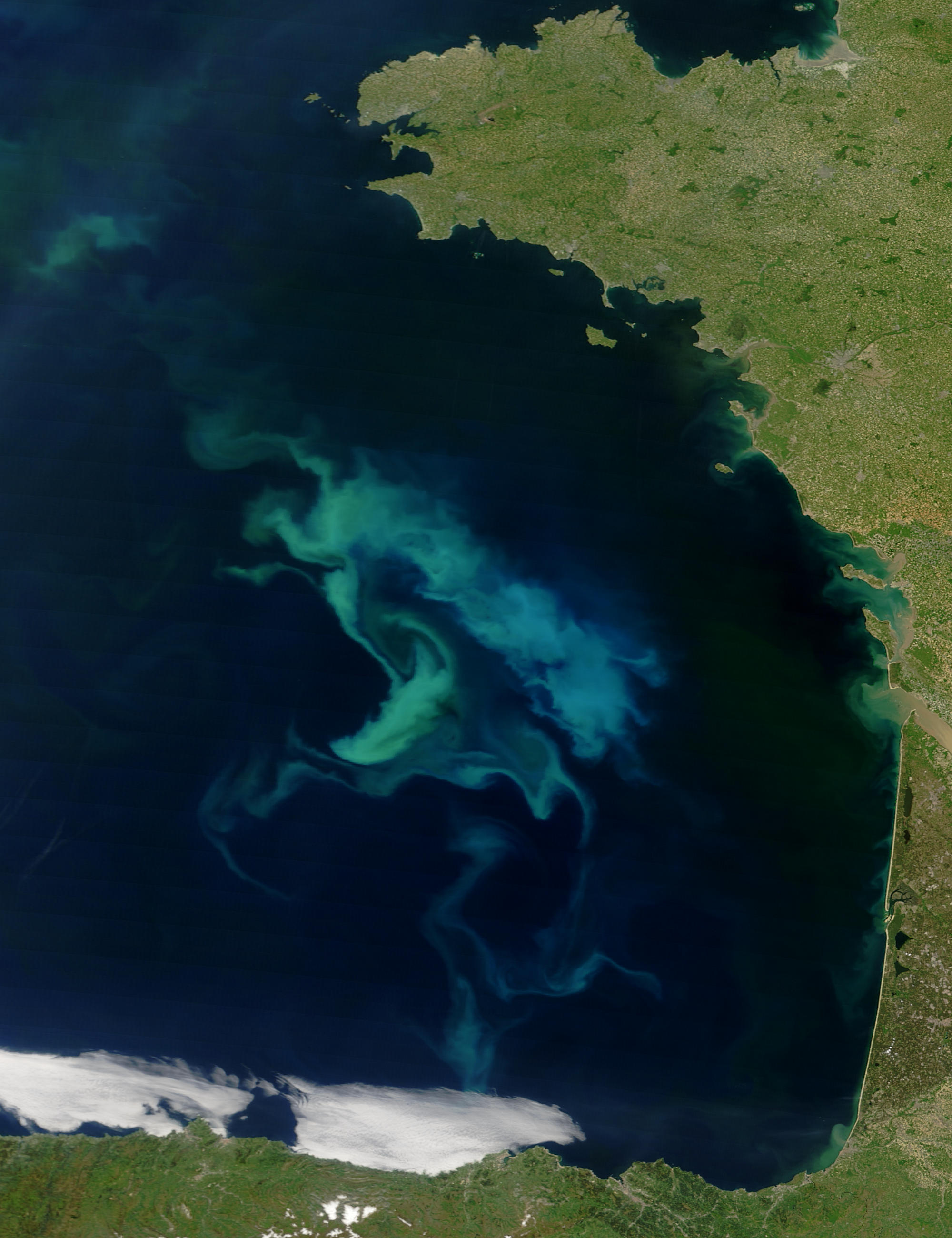
منظر للخليج

خليج غشكونية أو خليج بسكاية أو خليج بسكاي أو بحر القليشين أو الأنقليسين أو بحر الكرانتيك (بالإسبانية: Golfo de Vizcaya; بالفرنسية: Golfe de Gascogne; بالباسكية: Bizkaiko golkoa) يقع مقابل الشواطئ الأوروبية شمال شرق المحيط الأطلسي وبالتحديد مقابل البرين الجنوبي الغربي الفرنسي ابتداء من مدينة برست أقصى الشرق الفرنسي وحتى الشمال الغربي الإسباني، يعتبر الخليج من المياه المفتوحة فهو منكشف تماما على المحيط وعلى البحار الجليدية في شمال أوروبا ولذلك يتأثر بعنف بالعوامل البيئية المحيطة الأمر الذي يجعله عرضة لكثير من الأعاصير والدوامات المائية مما يعثر نشاط الملاحة ويعثر حركة السفن والفلك التجارية فلا تعتبر موانئ هذا الخليج بتلك الأهمية البارزة كما الموانئ المطلة على المياه الداخلية كالبحر الأبيض المتوسط لكن تطل عليه بعض المدن المهمة مثل مدينة سان سباستيان الإسبانية ومقاطعة الباسك الخاصة في شعب الباسك ومن هذا استمد الخليج اسمه.
يصب في الخليج العديد من أنهار أوروبا مثل باس، سور، أو، دوردون وغيرها.

## أعلام
- بيتر كامبل
- نايجل بورغس
- إلونيد مورغان